# Intranet nacional

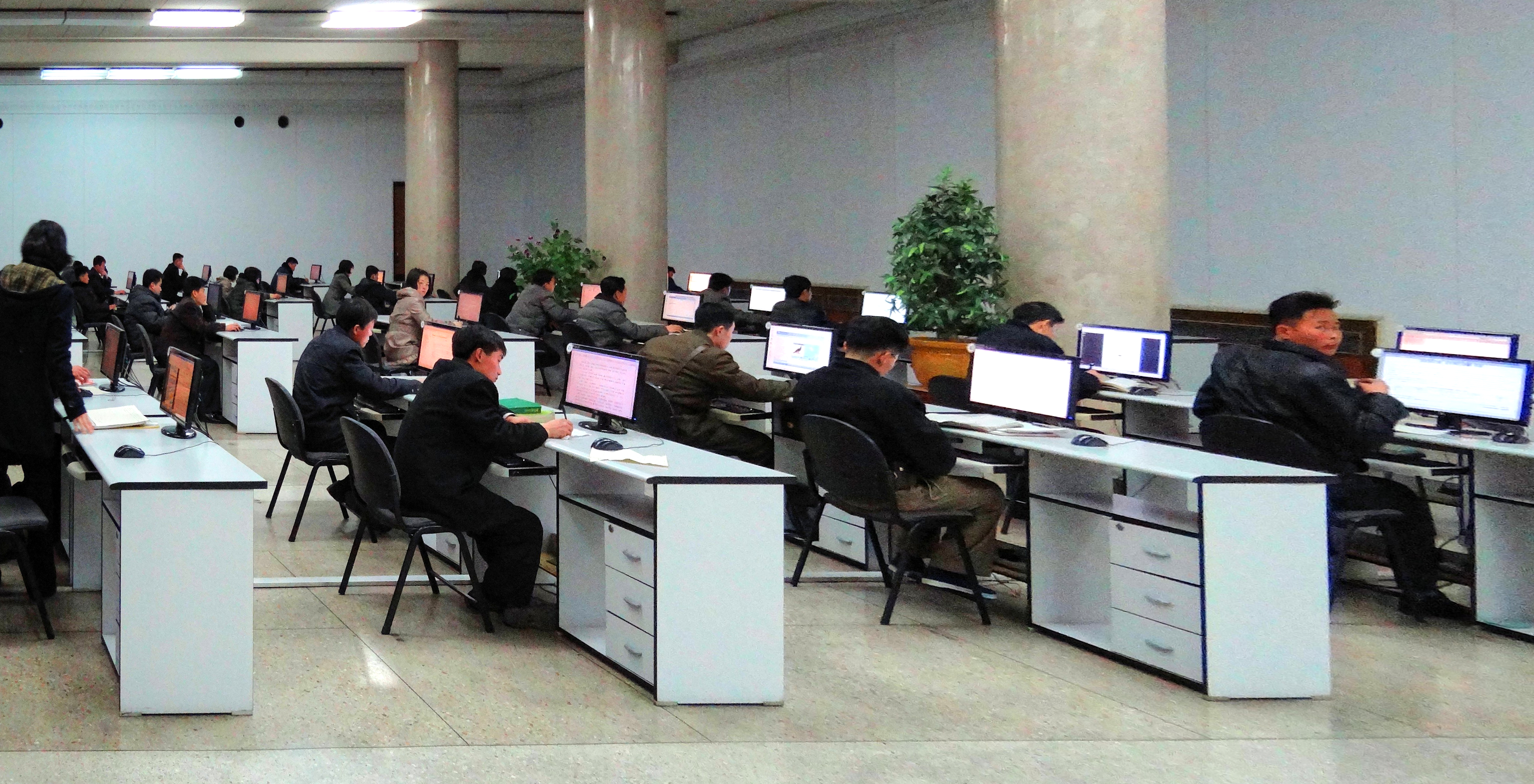
Laboratório de informática em Pyongyang, Coreia do Norte, que dá acesso à rede Kwangmyong, a intranet nacional.

Intranet nacional é um sistema de protocolo de internet em plataforma fechada mantido por um Estado-nação como substituto nacional à Internet, que é mundial, com o intuito de controlar e monitorar as comunicações de seus habitantes, assim como restringir sua comunicação com o exterior.[carece de fontes?]
Tais redes geralmente vem com acesso à mídia controlada pelo governo e alternativas locais aos serviços internacionais de internet: motores de busca, webmail e assim por diante. Tais redes podem ser vistas como finalidades das políticas de vigilância em massa e da censura da internet, nas quais a internet pública e seus serviços são completamente substituídos por alternativas substitutivas(ersatz) controladas pelo Estado.
A rede da Coreia do Norte, Kwangmyong, que remonta ao ano 2000, é o exemplo mais conhecido desse tipo de rede. Cuba e Myanmar também usam intranets separadas do restante da internet.
Em abril de 2011, um membro do governo iraniano, Ali Agha-Mohammadi, anunciou que seu país planejava lançar sua própria "internet halal", feita de acordo com os valores islâmicos e com o oferecimento de serviços "apropriados". A criação de tal rede, semelhante ao exemplo norte-coreano, impediria que informações indesejadas vindas do exterior, chegassem ao sistema fechado. O serviço iraniano teria seu próprio serviço de correio eletrônico e motor de busca.